# Campeonato Nacional de Fútbol 1962
Il Campeonato Nacional de Fútbol 1962 è stata la 4ª edizione della massima serie del campionato di calcio dell'Ecuador ed è stata vinta dall'Everest.

## Formula
Il torneo contò otto partecipanti, qualificatisi tramite i primi quattro posti di Campeonato Profesional Interandino e Campeonato Profesional de Guayaquil. Come nell'edizione precedente, le squadre provenienti dalle medesime associazioni non si scontrano.

## Classifica
|                    | Pos. | Squadra          | Pt | G | V | N | P | GF | GS | DR  |
| ------------------ | ---- | ---------------- | -- | - | - | - | - | -- | -- | --- |
| Ecuador (bandiera) | 1.   | Everest          | 14 | 8 | 6 | 2 | 0 | 19 | 5  | +14 |
|                    | 1.   | Barcelona SC     | 14 | 8 | 6 | 2 | 0 | 20 | 7  | +13 |
|                    | 3.   | Emelec           | 13 | 8 | 6 | 1 | 1 | 21 | 11 | +10 |
|                    | 4.   | Nueve de Octubre | 11 | 8 | 5 | 1 | 2 | 14 | 8  | +6  |
|                    | 5.   | España Quito     | 4  | 8 | 1 | 2 | 5 | 12 | 23 | -11 |
|                    | 6.   | LDU Quito        | 3  | 8 | 1 | 1 | 6 | 7  | 14 | -7  |
|                    | 6.   | América de Quito | 3  | 8 | 1 | 1 | 6 | 8  | 18 | -10 |
|                    | 8.   | Aucas            | 2  | 8 | 0 | 2 | 6 | 4  | 19 | -15 |

### Spareggio per il titolo[1]
| Arbitro: | Yamasaki |

| |            | |
| 30’ Pinto | Marcatori  | 15’ Íris |
| · Mejía P · Pardo D · Spencer D · Flores D · Vera C · Johnson C · Gando A · Pinto A · s.t. Azón A · Aquiño A · Altamirano A · s.t. Romero A · s.t. Azón A · Consistre A | Formazioni | · P Bonnard · D Quijano · D Lecaro · D Jair · D Macías · C Patterson s.t. · C Zambrano · C Calderón · A Álvarez · A Íris · A Cordero s.t. · A Edson · A Darcy s.t. · A Cañarte |

Everest campione per migliore differenza reti.

## Verdetti
- Everest campione nazionale
- Everest in Coppa Libertadores 1963

## Classifica marcatori
| Gol |  |  | Giocatore      | Squadra      |
| --- |  |  | -------------- | ------------ |
| 9   |  |  | Íris           | Barcelona SC |
| 8   |  |  | Horacio Romero | Everest      |
| 5   |  |  | Galo Pinto     | Everest      |